# Rukai (volk)

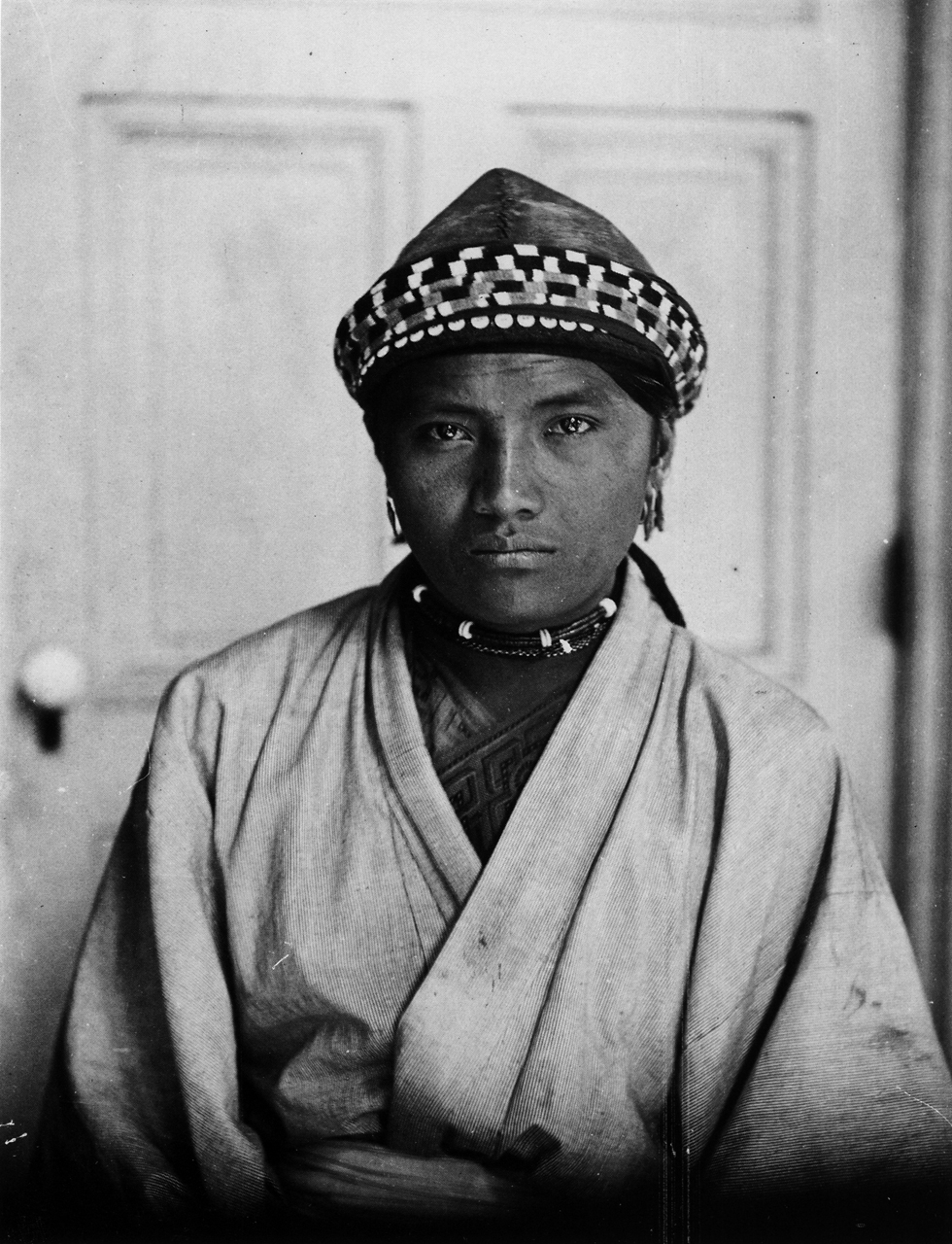
Een Rukai dorpshoofd die de Afdeling van Antropologie van de Keizerlijke Universiteit van Tokyo bezoekt tijdens het Japanse bewind.

Rukai (魯凱族) is een stam van Taiwanese aboriginals.
In 2000 waren er 12,084 Rukai. Dit is ongeveer 3% van de oorspronkelijke Taiwanese bevolking, wat de Rukai de op 4 na grootste bevolkingsgroep maakt.